# Szárazelem

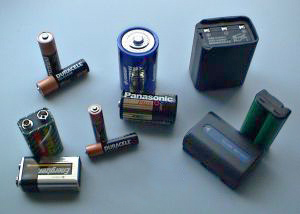
Különböző típusú elemek

A szárazelem egy vagy több elektrokémiai cellából áll, melyek a tárolt kémiai energiát elektromos energiává alakítják át. Az 1800-ban Alessandro Volta által feltalált első elem, illetve az 1836-ban megalkotott Daniell-elem óta az elemek általános energiaforrásként üzemelnek a háztartásokban és ipari alkalmazásban is. Egy 2005-ös becslés szerint a világ elemgyártó iparága 48 milliárd dolláros eladást generál évente, évi 6%-os növekedéssel.

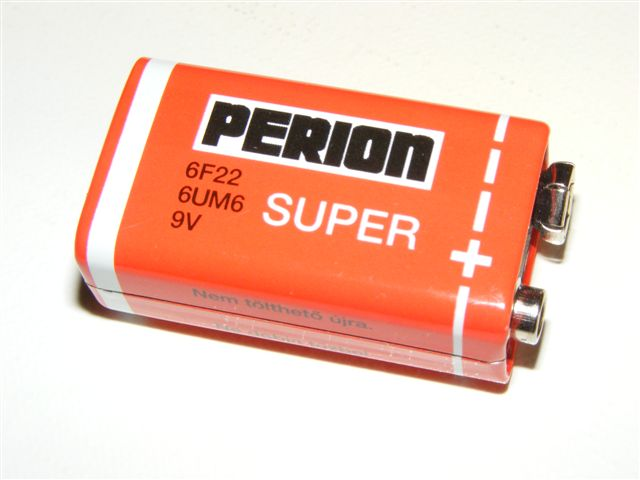
9 voltos Perion elem

## Szárazelemek osztályozása

### Kémiai összetétel alapján[3]
| Típus                                    | Névleges feszültség (V/cella) | Kisütési feszültségtartomány (V/cella) | Kisütési feszültségtartomány (V/cella) | Energiasűrűség | Energiasűrűség | Működési hőmérséklet tartomány °C | Működési hőmérséklet tartomány °C | Önkisülés (%/hó) | Tárolhatósági idő (hó) |
| Típus                                    | Névleges feszültség (V/cella) | max                                    | min                                    | Wh/kg          | Wh/dm3         | min                               | max                               | Önkisülés (%/hó) | Tárolhatósági idő (hó) |
| ---------------------------------------- | ----------------------------- | -------------------------------------- | -------------------------------------- | -------------- | -------------- | --------------------------------- | --------------------------------- | ---------------- | ---------------------- |
| Leclanché szárazelem                     | 1,5                           | 1,5                                    | 0,75                                   | 75             | 160            | -20                               | 50                                | 3                | 18                     |
| Lúgos mangán-dioxidos elem (Zn/KOH/MnO2) | 1,5                           | 1,5                                    | 0,8                                    | 85             | 230            | -20                               | 55                                | 0,75             | 33                     |
| Higanyoxidos elem (Zn/HgO)               | 1,35                          | 1,35                                   | 0,9                                    | 106            | 360            | -20                               | 75                                | 0,85             | 45                     |
| Kadmium-Higanyoxid elem (Cd/HgO)         | 0,9                           | 0,85                                   | 0,7                                    | 80             | 270            | -60                               | 100                               | 0,3              | 120                    |
| Ezüstoxidos elem (Zn/AgO)                | 1,6                           | 1,6                                    | 1,0                                    | 175            | 500            | -40                               | 50                                | 3                | 14                     |
| Magnéziumelem (Mg/MnO)                   | 2,0                           | 1,95                                   | 1,3                                    | 160            | 240            | -30                               | 90                                | 0,25             | 45                     |

### Méret alapján[3]
| IEC jelölés |     | Nemzetközi megnevezés | Magyar megnevezés    | Szabványos feszültségérték (V) | Méret mm           |
| ----------- | --- | --------------------- | -------------------- | ------------------------------ | ------------------ |
| R1          |     | Lady                  |                      | 1,5                            | ∅12 x 30           |
| R3          |     | Mikro, AAA            | Mikro, AAA           | 1,5                            | ∅10,5 x 44,5       |
| R6          | R   | AA, Mignon, Gnóm      | Ceruzaelem           | 1,5                            | ∅14,5 x 50,5       |
| R10         | B   |                       |                      | 1,5                            | ∅21,5 x 37         |
| R12         | C   |                       |                      | 1,5                            | ∅21,5 x 60         |
| R14         |     | Baby                  |                      | 1,5                            | ∅26 x 50           |
| R20         | D   | Mono                  | Góliátelem           | 1,5                            | ∅34 x 61,5         |
| R22         | E   |                       |                      | 1,5                            | ∅34 x 82           |
| 2R10        | 2B  | Duplex                |                      | 3                              | ∅21,5 x 74         |
| 3R12        | 3C  | Normál                | Laposelem, zsebtelep | 4,5                            | 62 x 22 x 67       |
| 2R22        | 2E  |                       | Iker                 | 3                              | 67 x 34 x 83       |
| 6F22        | 6IT |                       | Kilencvoltos         | 9                              | 26,5 x 17,5 x 48,5 |
| 6F25        | 6HT |                       |                      | 9                              | 25,5 x 25,5 x 50   |
| 15F20       | 15I |                       |                      | 22,5                           | 27 x 16 x 51       |
| 20F20       | 20I |                       |                      | 30                             | 27 x 16 x 65       |